# Dajnówka (rejon solecznicki)
Dajnówka (lit. Dainavėlė) − wieś na Litwie, w gminie rejonowej Soleczniki, 4 km na północ od Paszek, zamieszkana przez 41 ludzi.